# Флаг Риохи
Флаг Рио́хи — один из символов автономного сообщества Риоха (Испания). Был принят Провинциальным Советом в 1979 году, впервые упоминается в Постановлении об автономии в редакции 1982, согласно которому флаг состоит из четырёх горизонтальных полос одинакового размера красного, белого, зелёного и жёлтого цветов. Кроме того, как и на национальном флаге, в центре флага сообщества может изображаться герб Риохи; его использование является обязательным в официальных органах. Вместе с гербом и гимном флаг является частью региональной риохской символики.

## История

### Народное голосование
С июня 1977, после заявления Провинциального Совета о намерении провозгласить автономию региона, риохский народ начал направлять свои предложения по выбору флага, публикуя их в официальной газете Провинции. Местная пресса, в том числе La Gaceta del Norte, с воодушевлением восприняв идею Совета, в течение июня и июля провела кампанию по её распространению. Однако, с политической арены того времени были слышны лишь призывы к спокойствию и ожиданию, некоторые деятели вообще не рассматривали вопрос как первоочередный.
Совет вексиллологов во главе с Висенте де Каденас и Висент из полученных 260 предложений предварительно отобрал 11 вариантов. Позже, 5 августа, на заседании генеральной ассамблеи были выдвинуты 5 моделей будущего флага для всеобщего голосования. Под руководством официального хрониста Филипе Абад Леон 15 сентября завершился плебисцит, по итогам которого число проголосовавших достигло 15-20 тысяч.
Однако, до своей завершающей стадии предприятие так и не дошло. Слишком большое число противоречащих заявлений и мнений, касаемых поспешности и уместности голосования, стали причиной его приостановки главой Совета — Хулио Луисом Фернандес Севийа.
После неудачной попытки народного голосования с политической стороны вопрос флага был закрыт.

### Народные движения
Весной 1977 Риохский Коллектив (El Colectivo Riojano) — группа студентов, проживавших в Мадриде — обратилась к геральдисту Хосе Мариа Ориа де Руэда с просьбой создать эскиз герба; специалист разработал несколько моделей, состоящих из пяти цветов: красный, белый, зелёный, жёлтый и синий.
Благодаря не возымевшему успеха сентябрьскому голосованию вопрос установления флага стал популярным среди гражданского общества. Следует отметить, что победителем тогда был избран образец молодых студентов, однако, результаты так и не были признаны официальными.
На Неделе Риохи в Мадриде (ноябрь 1977), организованной Коллективом, был поднят нарисованный спреем флаг, состоящий из вертикальной белой полосы и трёх горизонтальных — красной, зелёной и жёлтой. Позже, весной 1978, Коллектив начал распространять овальные наклейки с четырёхцветным флагом в его современном виде. В этом же году, несмотря на отсутствие какого-либо официального статуса, такие флаги стали появляться на праздниках в поселениях.
Важным толчком к повсеместному использованию этого варианта флага послужило его присутствие на Дне Риохи, проходившем в октябре 1978 в Нахере; с этого момента своим его объявили многие региональные объединения. В январе 1979 группа активистов из Аро (Испания, Риоха) обратилась к главе города с петицией о размещении флага на здании Администрации. Подобные обращения поступали повсеместно главам муниципальных образований Провинции; так, ассоциация «Друзья Риохи» направила письмо главе Совета с просьбой поднять флаг над Дворцом Провинциального Совета.
Флаг, уже известный как «четыреколор», развевался в каждом уголке Риохи, а во многих местах красный приобрёл тёмный винный оттенок.
В мае 1979 флаг был поднят над горой Латурс в течение всех праздников Дня Клавихо .

### Приобретение официального статуса
Народное давление, в том числе единогласное признание флага некоторыми администрациями региона в июне 1979, значительно ускорило процесс его официализации. В августе того же года был завершён всеобщий опрос, проводимый муниципалитетами: 115 поселений проголосовали за, 51 воздержалось, 8 остались против.
14 августа 1979 года на пленарном заседании Провинциального Совета семнадцатью голосами за (Союз Демократического Центра и Испанская Социалистическая Народная Партия) и воздержавшейся Демократической Коалицией (7 членов) флаг утвердили окончательно. 15 сентября, в праздник Девы Марии Вальванерской, четыреколор впервые был помещён на балкон Регионального Совета.
С созданием автономного сообщества Риоха флаг стал одним из элементов её региональной символики.

## Цветовая гамма

### Тона
Цвета флага в Постановлении определялись как красный, белый, зелёный и жёлтый, без каких-либо особенностей. Позже документ дополнился «Программой общей символики», разработанной в 1985 году, в которой приведены детали тонов и их корректное применение. Согласно этой программы используемыми цветами являлись:
- Красный: Пантон Warm Red
- Зелёный: Пантон 354
- Жёлтый: Пантон 109
- Белый: используется чистый белый, без соответствующего Пантона.

Однако, в 2003 году в свет вышло новое издание руководства по графической символике Правительства Риохи, и цвета претерпели изменения:
- Красный: Пантон 485
- Зелёный: Пантон 368
- Жёлтый: Пантон 123

В руководстве также приводится разъяснение о постепенном характере этого изменения, что обеспечило безболезненный переход к новой тоновой гамме.

### Значение
Значение цветов варьируется в зависимости от источников. В акте о принятии флага приводятся следующие разъяснения:
- Красный: виноградники
- Белый: свет
- Зелёный: плантации
- Жёлтый: плодородие.

Современная трактовка:
- Красный: вино
- Белый: реки, небо
- Зелёный: поля, плантации, горы, леса
- Жёлтый: земли, монументы

Вместе с синим все четыре цвета представлены на гербе Совета, который в настоящее время используется Автономным Сообществом.

## Использование
Закон № 4/1985 от 31 мая Главой I (статьи 3, 4, и 5) определяет корректное использование флага сообщества:
- используется совместно с флагом Испании; должен быть размещён с наружней части зданий всех государственных общественных учреждений, расположенных на территории Автономного сообщества, а также на приоритетных местах таких зданий внутри;

- использование флага обязательно на всех официальных документах, которые подписываются на территории Автономного Сообщества;

- в случае, когда флаг Риохи используется совместно с флагом Испании, требуется, чтобы превосходное место принадлежало флагу Испании (в соответствии с предусмотренным статей 6 закона 39/1981 от 28 октября). Если число установленных флагов нечётное, то относительно смотрящего флаг Сообщества должен располагаться слева от флага Испании. Если число флагов чётное, то относительно смотрящего флаг Риохи должен занимать позицию справа от флага Испании. Размер Флага Риохи не может превышать размер флага Испании или находиться ниже прочих флагов при их совместной установке.

Также в статье 10 указывается, что запрещено использование флага в качестве основного символа политических партий, синдикатов, коммерческих ассоциаций, частных организаций и физических лиц. Использование флага в качестве марки или отличительного знака происхождения продуктов и товаров требует заблаговременного и ясно выраженного разрешения Совета Правительства.

## Флаг в средствах сообщения
Несмотря на то, что флаг не имеет названия, он широко известен как «четыреколор». Также неформально предлагается использовать акроним «робланвера» (от исп. rojo(красный) — blanco (белый) — verde (зелёный) — amarillo (жёлтый)) как собственное имя флага, образованное тем же способом, что и названия флагов Андалусии, Каталонии и Страны Басков.